# 文京区立小日向台町小学校
文京区立小日向台町小学校（ぶんきょうくりつこひなただいまちしょうがっこう）は、東京都文京区に位置する公立小学校。

## 概要
文京区小日向の高台に位置し、周辺は閑静な住宅地。ガラス張りの階段室が特徴的な、鉄筋コンクリート３階建ての現校舎は、1938年3月竣工のもの。校庭は、人工芝（周辺部は天然芝）が敷かれ、遊具や自然園を配し、プールが埋設されている。そして、校地内の文京区立小日向台町幼稚園と校庭の一部を共用していることが特徴。自閉症・情緒障害を対象とする固定制学級を擁する区内２校のうちの１校（もう１校は、文京区立駒本小学校）。校歌の作詞は高野辰之、作曲は信時潔。卒業生総数は11,199名（2020年3月31日現在）。開校記念日は11月26日。

## 教育目標
心豊かに　たくましく生きる児童の育成
- 自他を大切にする子 （生命尊重・規範意識・思いやり・道徳心）
- 進んで学ぶ子 （学習意欲・課題解決・向上心・学力向上）
- 心身をきたえる子 （忍耐力・あきらめずにがんばる精神・体力向上）

## 学校名の変遷
東京市黒田尋常小学校（当時）の生徒数の分散を図るために東京市小石川第二尋常小学校を開校したが、校名について、より分かりやすい名前とするための会議が設けられた。候補として「小日向」、「小日向台」、「小日向台町」の三つの案が出され、結果として「小日向台町」に決定。1908年4月1日、「東京市小日向台町尋常小学校」に変更された。1941年4月、「東京市小日向台町国民小学校」への改称を経て、1947年に「東京都文京区立小日向台町小学校」という現在の学校名になった。なお、小日向の読みは、かつては「こびなた」であったといわれているが、現在は「こひなた」と称されている。略称は「こびだい」。

## 歴代学校長
- 初代　並木　左傅
- 第2代　神蔵　幾太郎
- 第3代　中井　篤冑
- 第4代　杉田　幸次郎
- 第5代　渡辺　千代吉
- 第6代　山本　松太郎
- 第7代　秋谷　良助
- 第8代　肥沼　健次
- 第9代　村山　邦幹
- 第10代　原島　好文
- 第11代　瀬戸　尊
- 第12代　市川　直
- 第13代　青山　泰次郎
- 第14代　馬場　篤輔
- 第15代　山路　治雄
- 第16代　大鐘　貞蔵
- 第17代　吉田　武義
- 第18代　伊藤　富雄
- 第19代　黛　至孝
- 第20代　田中　千昭
- 第21代　川上　繁
- 第22代　山田　英子
- 第23代　小野寺　忠雄
- 第24代　戸取　菊枝
- 第25代　合原　渡
- 第26代　高田　純子
- 第27代　小川　深雪
- 第28代　小駒　俊
- 第29代　田中　純一
- 第30代　溝畑　直樹

## 校舎
現在の校舎は1938年に完成した。東京都の小学校においては、数少ない戦前に建設された校舎である。
　校内は、配管が見える状態になっている天井や、階段の円い踊り場など昭和初期の香りがただよう。すでに建設から80年以上経過しているが、定期的にメンテナンス、修理、改修工事、増築等を行いながら、現在も大切に使われている。
　その一方で、耐震基準は満たしているものの、維持費が年々増加していることなどから、改築が計画されている。
　なお、前述の改築計画とは別に、増加傾向にある児童数に対して教室が不足する見通しであることから、2021年度より増築工事を行なっている。

## 沿革
令和２年度学校要覧に基づく。
| 和暦年   | 西暦年 | 月 | 出来事                                                        | 校長 |
| 明治37年 | 1904   | 4  | 東京市小石川第二尋常小学校として開校                          | 初代 |
| 明治39年 | 1906   | 4  | 尋常科11学級、高等科2学級                                     | ｜   |
| 明治41年 | 1908   | 4  | 東京市小日向台町尋常小学校と改称                              | 2代  |
| 大正2年  | 1913   | 9  | 2年以上539名、新設青柳尋常小学校に移る                        | ｜   |
| 大正3年  | 1914   | 3  | ー                                                            | 3代  |
| 大正9年  | 1920   | 4  | ー                                                            | 4代  |
| 大正10年 | 1921   | 4  | ー                                                            | 5代  |
| 大正14年 | 1925   | 4  | 2,3,4年児童90名、新設関口台町尋常小学校に移る                 | ｜   |
| 大正15年 | 1926   | 2  | ー                                                            | 6代  |
| 大正15年 | 1926   | 4  | 2,3,4,5年児童140名、新設窪町尋常小学校に移る                  | ｜   |
| 昭和10年 | 1935   | 2  | ー                                                            | 7代  |
| 昭和12年 | 1937   | 3  | ー                                                            | 8代  |
| 昭和13年 | 1938   | 3  | 新設校舎竣工、コンクリート３階建                              | ｜   |
| 昭和14年 | 1939   | 4  | 校歌制定                                                      | ｜   |
| 昭和16年 | 1941   | 4  | 東京府東京市小日向台町国民学校と改称                          | ｜   |
| 昭和19年 | 1944   | 8  | 宮城県鳴子温泉に児童集団疎開                                  | ｜   |
| 昭和20年 | 1945   | 5  | 空襲のため木造校舎全焼、鉄筋校舎1階及び古木（椎の木）焼失     | ｜   |
| 昭和21年 | 1946   | 3  | ー                                                            | 9代  |
| 昭和21年 | 1946   | 4  | 黒田国民学校廃校により同校併合                                | ｜   |
| 昭和22年 | 1947   | 4  | 東京都文京区立小日向台町小学校と改称                          | ｜   |
| 昭和23年 | 1948   | 9  | ー                                                            | 10代 |
| 昭和27年 | 1952   | 10 | ー                                                            | 11代 |
| 昭和29年 | 1954   | 3  | ー                                                            | 12代 |
| 昭和31年 | 1956   | 5  | ー                                                            | 13代 |
| 昭和36年 | 1961   | 2  | 東京都研究協力校として道徳の研究発表                          | ｜   |
| 昭和36年 | 1961   | 4  | ー                                                            | 14代 |
| 昭和39年 | 1964   | 4  | ー                                                            | 15代 |
| 昭和39年 | 1964   | 7  | プール完成                                                    | ｜   |
| 昭和41年 | 1966   | 2  | 文京区健康教育協力校として体育の研究発表                      | ｜   |
| 昭和45年 | 1970   | 2  | 文京区教育研究協力校として教育相談の研究発表                  | ｜   |
| 昭和45年 | 1970   | 4  | 文京区立小日向台町幼稚園を校地内に併設                        | 16代 |
| 昭和49年 | 1974   | 4  | ー                                                            | 17代 |
| 昭和51年 | 1976   | 11 | 文京区研究協力校として社会科の研究発表                        | ｜   |
| 昭和52年 | 1977   | 4  | ー                                                            | 18代 |
| 昭和55年 | 1980   | 4  | ー                                                            | 19代 |
| 昭和57年 | 1982   | 12 | 文京区研究協力校として体育科の研究発表                        | ｜   |
| 昭和58年 | 1983   | 4  | ー                                                            | 20代 |
| 昭和62年 | 1987   | 1  | 道徳教育研究発表会                                            | ｜   |
| 昭和62年 | 1987   | 4  | ー                                                            | 21代 |
| 平成元年 | 1989   | 4  | ー                                                            | 22代 |
| 平成5年  | 1993   | 4  | ー                                                            | 23代 |
| 平成7年  | 1995   | 11 | 文京区研究協力校として体育科の研究発表                        | ｜   |
| 平成10年 | 1998   | 1  | 体育館耐震工事落成式挙行                                      | ｜   |
| 平成10年 | 1998   | 4  | ー                                                            | 24代 |
| 平成12年 | 2000   | 4  | ランチルーム開設                                              | ｜   |
| 平成13年 | 2001   | 10 | 文京区研究協力校として生活科・総合的な学習の研究発表          | ｜   |
| 平成14年 | 2002   | 4  | ー                                                            | 25代 |
| 平成16年 | 2004   | 8  | 普通教室冷房工事                                              | ｜   |
| 平成16年 | 2004   | 11 | 開校100周年記念式典挙行、サトウハチロー石碑建立（同窓会寄贈） | ｜   |
| 平成17年 | 2005   | 4  | コミュニケーションの教室「こひなた」開設                      | ｜   |
| 平成18年 | 2006   | 4  | ー                                                            | 26代 |
| 平成18年 | 2006   | 8  | 1階改装工事                                                   | ｜   |
| 平成20年 | 2008   | 2  | 屋上改装工事                                                  | ｜   |
| 平成20年 | 2008   | 12 | 東京都人権尊重教育推進校として研究発表                        | ｜   |
| 平成21年 | 2009   | 4  | ー                                                            | 27代 |
| 平成21年 | 2009   | 8  | 工程改修工事（人工芝・天然芝）                                | ｜   |
| 平成23年 | 2011   | 7  | 給食室改修工事                                                | ｜   |
| 平成25年 | 2013   | 4  | ー                                                            | 28代 |
| 平成26年 | 2014   | 4  | 特別支援学級「しいの木」開設                                  | ｜   |
| 平成29年 | 2017   | 4  | 特別支援教室「学びの教室」開設                                | ｜   |
| 平成30年 | 2018   | 1  | 東京都道徳教育推進拠点校として研究発表                        | ｜   |
| 平成30年 | 2018   | 4  | ー                                                            | 29代 |
| 平成30年 | 2018   | 7  | トイレ洋式化工事（1F,2F）                                     | ｜   |
| 平成31年 | 2019   | 6  | 体育館空調工事                                                | ｜   |
| 令和元年 | 2019   | 8  | トイレ洋式化工事（3F）                                        | ｜   |
| 令和元年 | 2019   | 12 | 椎の木ルーム・学習室普通教室化工事                            | ｜   |
| 令和2年  | 2020   | 2  | 照明LED化工事                                                 | ｜   |
| 令和5年  | 2023   | 3  | 増築校舎竣工                                                  | ｜   |
| 令和5年  | 2023   | 4  | ー                                                            | 30代 |

## 著名な出身者
- 秋元寿恵夫
- 工藤幸雄
- サトウハチロー
- 富田常雄
- 星野芳樹

## 特別支援教育
１．特別支援教室
- 2014年に開級した自閉症・情緒障害の固定制学級。学校のシンボルでもあり、児童の心の支えでもある「しいの木」をその学級名に冠している。

- 当教室では、個々の特性に応じた教育を進め、交流及び共同学習によるインクルーシブ教育の実現に取り組んでおり、複数の担任、講師、支援員によって指導と支援が行われている。

- 2021年現在、３学級を開設。

- 保護者は、任意で文京区特別支援学級連絡協議会に加入して、他校の保護者と情報交換などをすることができる。

２．特別支援学級
　2016年度までは区内10小学校の児童が当校の「通級こひなた」に通う形で実施されていたが、2017年度より、各校に指導教師を派遣する形態となった。これにより、送迎にかかる児童・保護者の負担が軽減されるとともに各校の支援体制拡充が図られ、当校にも特別支援学級「学びの教室」が設置された。

## PTA
父母と先生、地域が、親睦を深め、協力し合い、子どもたちの学校生活を支えていくための組織として、本校では「父母と先生の会」と称して活動している。父親による「おやじの会」もある。

## 交通
- 地下鉄丸ノ内線: 茗荷谷駅から徒歩15分
- 地下鉄有楽町線: 江戸川橋駅から徒歩15分
- 文京区コミュニティバス Bーぐる 目白台小日向ルート 「小日向台町小学校」停留所より徒歩2分